# Karel Černý (Szenenbildner)
Karel Černý (* 7. April 1922 in Plzeň; † 5. September 2014 in Tábor) war ein  tschechischer Artdirector und Szenenbildner, der 1985 einen Oscar in der Kategorie Bestes Szenenbild gewann.

## Leben
Černý begann seine Tätigkeit als Artdirector und Szenenbildner in der Filmwirtschaft 1951 bei Filmen wie Veselý souboj sowie Štika v rybníce und wirkte bis 1989 an der szenischen Ausstattung von über fünfzig Filmen mit. Bei der Oscarverleihung 1985 gewann er zusammen mit Patrizia von Brandenstein den Oscar in der Kategorie Bestes Szenenbild für Amadeus von Miloš Forman. Mit Forman hatte er zuvor bereits mehrfach zusammengearbeitet.

## Filmografie (Auswahl)
- 1951: Veselý souboj
- 1951: Štika v rybníce
- 1964: Der schwarze Peter (Černý Petr)
- 1965: Die Liebe einer Blondine (Lásky jedné plavovlásky)
- 1965: Intimní osvětlení
- 1966: Ski Fever
- 1967: Der Feuerwehrball (Hoří, má panenko)
- 1975: Zatýkač na královnu
- 1982: Poslední propadne peklu
- 1984: Amadeus
- 1987: Narozeniny režiséra Z.K.
- 1989: Die Wölfe von Willoby (The Wolves of Willoughby Chase)

## Auszeichnungen
- 1985: Oscar in der Kategorie Bestes Szenenbild für Amadeus